# Peter Linder
Peter Linder (* 16. September 1950 in München) ist ein ehemaliger deutscher Diplomat.

## Leben
Nach einer zweijährigen Offiziersausbildung bei der Bundesmarine studierte er Geschichte und Politikwissenschaft und schloss dieses Studium mit dem akademischen Grad eines Magisters ab. Nach dem Eintritt in den Auswärtigen Dienst 1979 folgten Verwendungen im Auswärtigen Amt, an der Botschaft in Nigeria, an der Botschaft auf den Philippinen sowie erneut im Auswärtigen Amt Bonn.
Von 1989 bis 1992 war Peter Linder Ständiger Vertreter des Botschafters in Bolivien sowie anschließend Leiter der Wirtschaftsabteilung an der Botschaft in den Niederlanden. Nach einer Verwendung als Leiter eines Referats im Auswärtigen Amt von 1994 bis 1998 wurde er Ständiger Vertreter des Botschafters in Venezuela.
Von 2001 bis 2003 leitete Linder das Krisenreaktionszentrum des Auswärtigen Amtes. Von 2003 bis Juni 2007 war er Botschafter der Bundesrepublik Deutschland in Ghana, anschließend bis 2010 in Guatemala. Von 2010 bis 2013 war er Botschafter in Quito, Ecuador, von 2013 bis 2016 in La Paz, Bolivien. Seit 2016 ist er im Ruhestand.